# Marco van Basten
Marco van Basten, egentligen Marcel van Basten, född 31 oktober 1964 i Utrecht i Nederländerna, är en nederländsk före detta fotbollsspelare, senare tränare.
Marco van Basten är en av tidernas största anfallare. Van Bastens storhetstid var under 1980-talet och början av 1990-talet då han hade stor del i först AFC Ajax och senare AC Milans framgångar. I Milan formade han tillsammans med de holländska landsmännen Ruud Gullit och Frank Rijkaard en legendarisk trio i paritet med Gre-No-Li. 
Milan fick en storhetstid då de vann en rad europeiska cuptitlar och i ligan hade de en svit på 58 matcher utan förlust under 1990-1993 vilket är ligarekord. Med det spelarmaterialet som Holland förfogade över vid slutet av 1980-talet var de mycket svårslagna och vann också EM-guldet 1988. van Basten blev utsedd till årets fotbollsspelare i Europa 1988, 1989 och 1992. Det senare året fick han också FIFAS utmärkelse världens bästa fotbollsspelare. I en omröstning av International Federation of Football History & Statistics blev han vald som 1900-talets tionde bästa fotbollsspelare. 
van Bastens mest minnesvärda mål är för de flesta målet i EM-finalen 1988 då han ur dålig vinkel ute till höger i straffområdet sköt ett lika oväntat som vackert volleyskott, över Sovjetunionens målvakt Rinat Dassajev och in i den bortre burgaveln. Ett av hans värsta minnen måste vara EM-semifinalen 1992 mot Danmark då van Basten var den enda som missade sin straff i straffläggningen, vilket innebar att Danmark gick vidare till finalen. 
van Basten drabbades av det ofta hårda försvarsspelet och han tvingades lägga av på grund av sina skador efter flera år av försök till comeback. Han fick istället arbete inom Ajax organisation. 
Efter EM 2004 ersatte Marco van Basten Dick Advocaat som förbundskapten för Nederländerna.

## Meriter
Som spelare
- A-landskamper: 58 (24 mål)
- VM-turneringar: 1990
- EM-turneringar: 1988, 1992
  - Europamästare: 1988
  - EM-slutspelets skyttekung: 1988
- Europacupen för mästarlag/Champions League: 1989, 1990, 1994
- Italiensk mästare: 1988, 1992, 1993, 1994
- Interkontinentalcupen: 1989, 1990

- Cupvinnarcupen: 1987
- Holländsk mästare: 1982, 1983, 1985
- Holländsk cupmästare: 1983, 1986, 1987

- Europas bäste (fr. Ballon d'Or): 1988, 1989, 1992